# 圣维维安 (多尔多涅省)
圣维维安（法語：Saint-Vivien，法語發音：[sɛ̃ vivjɛ̃]）是法国多尔多涅省的一个市镇，位于该省西南部，属于贝尔热拉克区。

## 地理
圣维维安（44°53'33"N, 0°6'17"E）面积8.53 平方千米，位于法国新阿基坦大区多爾多涅省，该省份为法国西南部内陆省份，是法國本土面积第三大的省，大致对应佩里戈尔地区，北起顺时针与夏朗德省、上维埃纳省、科雷兹省、洛特省、洛特-加龙省、吉倫特省和滨海夏朗德省接壤。
与圣维维安接壤的市镇（或旧市镇、城区）包括：蒙佩鲁、蒙塔佐、韦利讷、博讷维尔和圣阿维德菲马迪耶尔。

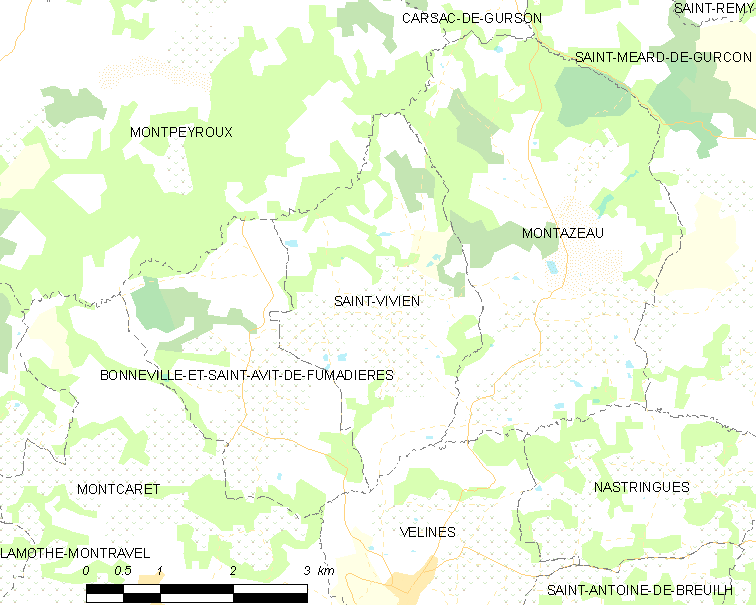
的OSM定位图

圣维维安的时区为UTC+01:00、UTC+02:00（夏令时）。

## 行政
圣维维安的邮政编码为24230，INSEE市镇编码为24514。

## 政治
圣维维安所属的省级选区为蒙泰涅和居尔松地区县。

## 人口

1962-2008年间人口变化图示

圣维维安于2022年1月1日时的人口数量为238人。